# (Mara)
Mara é o oitavo álbum de estúdio da cantora e apresentadora brasileira Mara Maravilha, lançado em 1994 pela gravadora EMI. 
Nesse disco, O Single de Lançamento Foi: Fica Comigo e as Faixas em destaque no Ano 1994 Segue em: Deixe O Coração Te Guiar, Amazônia, Razão Pra Viver e Aqui Tem. 
E no Ano 1995 outros sucessos como: Morena que ganhou (Videoclip), Deixa cantada em suas apresentações de divulgação, Vem Viver e Clima de Festa.

## Lista de faixas
Créditos adaptados do encarte do CD do álbum.
| N.º | Título                     | Compositor(es)             | Duração |  |
| 1.  | "Deixe O Coração Te Guiar" | Mara Maravilha Elias Muniz | 3:39    |  |
| 2.  | "Razão Pra Viver"          | - -                        | 3:57    |  |
| 3.  | "Virgem das Virgens"       | -                          | 3:33    |  |
| 4.  | "Bateu, Valeu"             | -                          | 3:23    |  |
| 5.  | "Quando Penso Em Você"     | -                          | 3:38    |  |
| 6.  | "Aqui Tem"                 | -                          | 4:14    |  |
| 7.  | "Vem Viver"                | -                          | 3:52    |  |
| 8.  | "Fica Comigo"              | -                          | 3:19    |  |
| 9.  | "Meu Coração"              | -                          | 3:36    |  |
| 10. | "Vem"                      | -                          | 4:13    |  |
| 11. | "Amazônia"                 | -                          | 3:36    |  |
| 12. | "Morena"                   | -                          | 3:39    |  |
| 13. | "Clima de Festa"           | -                          | 3:39    |  |
| 14. | "Nação Universo"           | -                          | 3:39    |  |
| 15. | "Deixa"                    | -                          | 3:39    |  |